# Central Asian Football Association
Central Asian Football Association (kirgiziska: Борбор Азия футбол федерациясы, persiska: فدراسیون فوتبال آسیای مرکزی, ryska: Футбольная ассоциация Центральной Азии, uzbekiska: markaziy Osiyo futbol federatsiyasi) även känt som CAFA, är centralasiens fotbollsförbund och grundades 9 januari 2015 och är ett av AFC:s fem regionala fotbollsförbund. CAFA är det yngsta regionala förbundet i asien.

## Medlemmar
- Afghanistan
- Iran
- Kirgizistan
- Tadzjikistan
- Turkmenistan
- Uzbekistan

## Turneringar
CAFA anordnar ett par regionala turneringar
- Centralasiatiska mästerskapet i fotboll för herrar (U15 ·  U16 ·  U19 ·  U23)
- Centralasiatiska mästerskapet i fotboll för damer (U15 ·  U19 ·  U23)
- Centralasiatiska mästerskapet i futsal för herrar (U19)
- Centralasiatiska mästerskapet i futsal för damer (U19)